# دان داراغ
دان داراغ (بالإنجليزية: Dan Darragh)‏ هو لاعب كرة قدم أمريكية أمريكي، ولد في 28 نوفمبر 1946 في بيتسبرغ في الولايات المتحدة.

## وصلات خارجية
- دان داراغ على موقع مرجع كرة القدم المحترفة.كوم (الإنجليزية)